# 巴靈頓陸鬣蜥
巴靈頓陸鬣蜥（學名：Conolophus pallidus）是一種屬於美洲鬣蜥科的蜥蜴，也是陸鬣蜥屬三個物種的其中之一。為生存於加拉帕戈斯群島中聖菲島的特有種。
品種個體體長約三呎，重約十一公斤。種名pallidus等同英文中的「pale」，意即本種蜥蜴膚色比加拉巴哥陸鬣蜥的為淺。植食性，但偶爾食節肢動物和腐肉。牠們亦和达尔文雀成共生關係—雀类助鬛蜥食下背上之寄生蟲。